# Amable Tastu

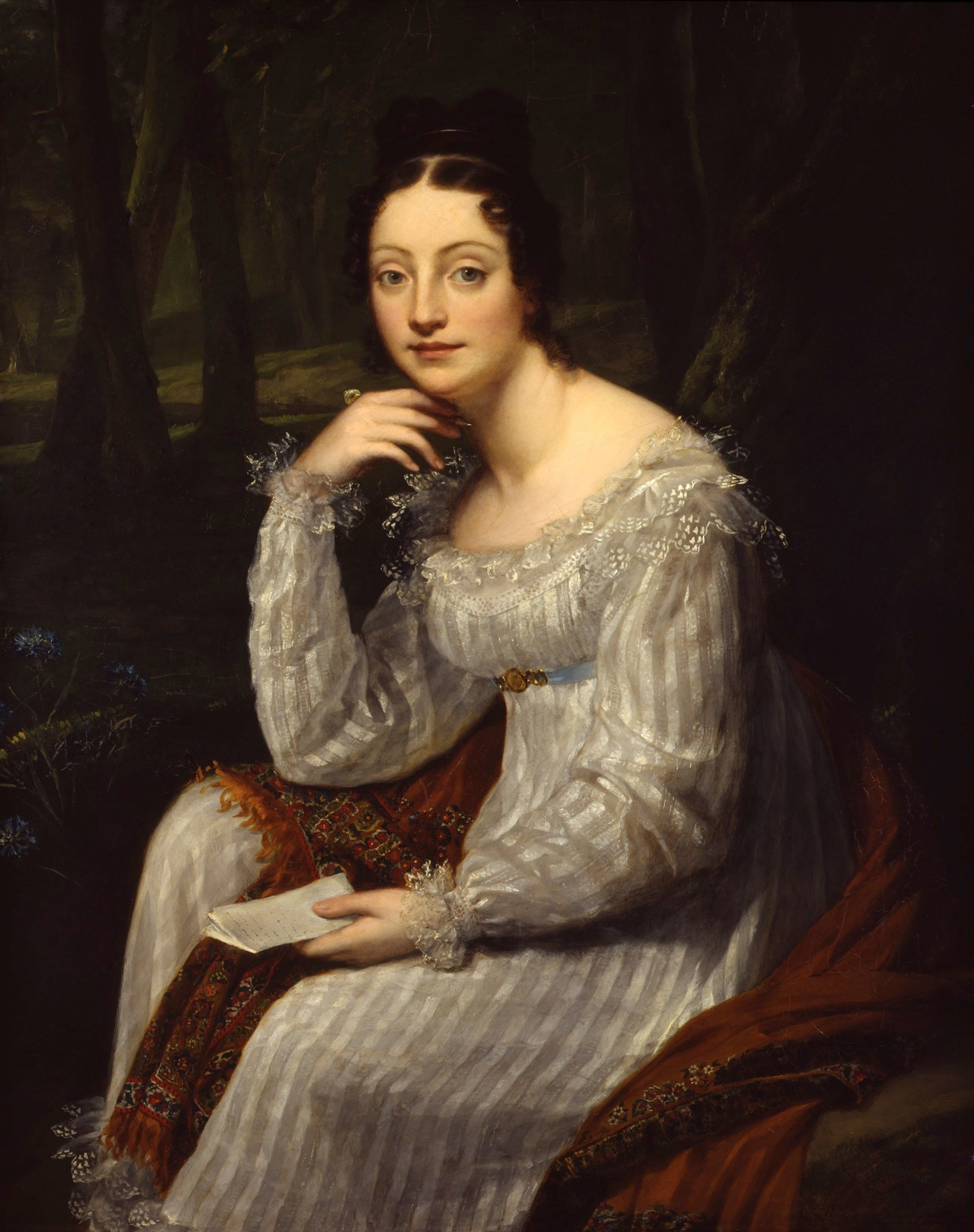
Portrait d’Amable Tastu, Constance Mayer, Öl auf Leinwand, o. D.

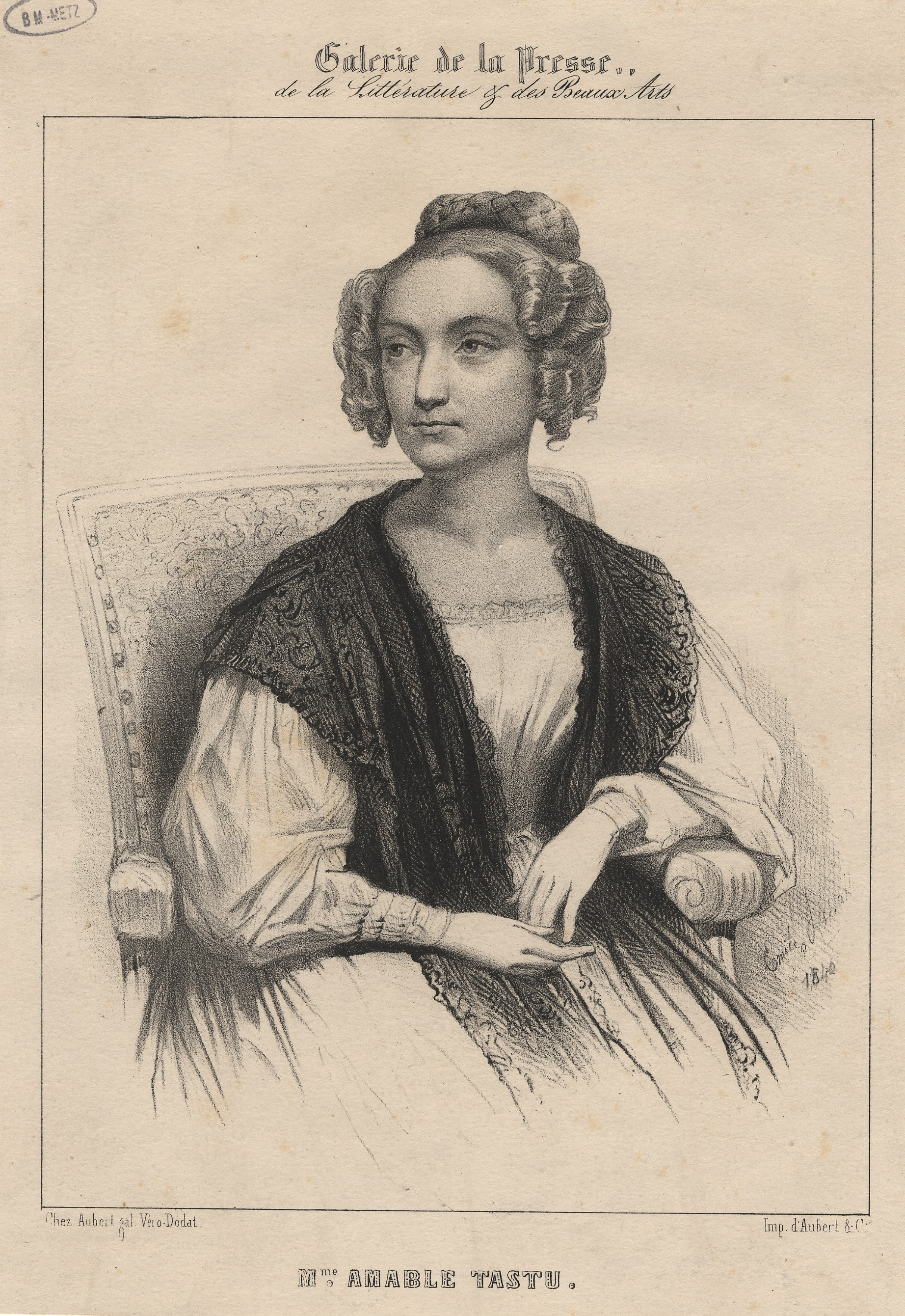
Portrait de madame Amable Tastu, Émile Lassalle, Kupferstich auf Papier, 1840

Amable Tastu, geboren als Amable Cazimir Sabine Voïart (* 30. August 1795 in Metz, Moselle; † 11. Januar 1885 in Palaiseau, Seine-et-Oise), war eine französische Schriftstellerin, Dichterin und Librettistin.

## Leben
Amable Cazimir Sabine Voïart wurde als Tochter des Verwalters für Armeeproviant Jacques-Philippe Voïart und Jeanne-Amable Bouchotte, der Schwester des Kriegsministers Jean Baptiste Noël Bouchotte, geboren. Sie verlor 1802 ihre Mutter. 1806 heiratete ihr Vater erneut, und zwar Anne Élisabeth Élise Petitpain, eine Autorin und Übersetzerin aus Nancy, die mit Amable ihre Kenntnisse der englischen, deutschen und italienischen Sprache teilte.
1816 heiratete Amable Voïart den Drucker und Verleger Joseph Tastu aus Perpignan, der sie allerdings betrog. Ein Jahr später brachte sie einen Sohn, Eugène, zur Welt. Im folgenden Jahr, 1819, verließ ihr Mann Perpignan und ging nach Paris, um die Druckerei der Brüder Beaudouin zu übernehmen.
Unter dem Namen Amable Tastu schrieb und veröffentlichte sie ab 1821 Gedichte, die sie weithin bekannt machten. Alphonse de Lamartine, der ihr ein Gedicht widmete, Charles-Augustin Sainte-Beuve, Victor Hugo, François-René de Chateaubriand und Marceline Desbordes-Valmore schätzten ihre Arbeiten. Victor Hugo widmete ihr Moïse sur le Nil („Moses auf dem Nil“) und Chateaubriand seine Camoens. Sainte-Beuve, der ihm zu Ehren eine Elegie von 18 Vierzeilern verfasste, widmete ihr sechzehn Seiten in seinen Portraits contemporains. Pierre Jean David d’Angers schuf ein Medaillon mit ihrem Porträt.
Im Jahr 1851 wurde ihr zu Ehren die Rose Amable Tastu geschaffen. 2018 wurde auf Initiative des Vereins „Les Amis d’Amable Tastu“ in der Gärtnerei Mela Rosa mit Unterstützung der Société d’horticulture de la Moselle eine neue Rose „Rose Amable“ gezüchtet.
Die Wirtschaftskrise der einsetzenden Industrialisierung und die Julirevolution von 1830 führten zum Bankrott von Tastus Druckerei. Amable Tastu gab die Poesie auf und produzierte stattdessen Lebensmittel, um die Familie zu unterstützen. Vor allem anbei trug sie mit literarischen Arbeiten zum Erhalt der Familie bei: Sie wurde regelmäßige Mitarbeiterin des Mercure de France und von La Muse française. Sie veröffentlichte pädagogische Werke, Übersetzungen, historische Zusammenstellungen, einen Cours d’histoire de France, der in Absprache mit dem Minister für öffentliche Bildung veröffentlicht wurde, einen Band über deutsche Literatur und einen weiteren über italienische Literatur. Sie war auch die Autorin von Libretti für Musiker wie Saint-Saëns (Le feuille de peuplier und Plainte, 1853).
1849, nach dem Tod ihres Mannes, folgte sie ihrem Sohn Eugène auf dessen diplomatischen Missionen nach Zypern und Bagdad. 1866 kehrte sie für einige Jahre nach Paris zurück. 1871 ließ sie sich in Palaiseau nieder, wo sie weiterhin ein sehr aktives gesellschaftliches Leben führte. Sie starb dort in ihrem 90. Lebensjahr.

## Werke
- La Chevalerie française. Ambroise Tardieu, Paris 1821.
- Ode sur la mort de madame Dufrénoy. Joseph Tastu, Paris 1825.
- Poésies. Joseph Tastu, Paris 1826 (Online).
- Chroniques de France. Delangle Frères, Paris 1829.
- Soirées littéraires de Paris. Janet, Paris 1832 (Online).
- Poésies nouvelles. Denain et Delamare, Paris 1835.
- Œuvres de Madame Tastu. 2 Bände. E. Laurent, Brüssel 1835.
- Prose. J. Jamar, Brüssel 1836 (Online).
- Cours d’histoire de France. Lectures tirées des chroniques et des mémoires, avec un précis de l’histoire de France. Lavigne, Paris 1837.
- Chroniques de France. Didier, Paris 1838.
- Alpes et Pyrénées ; arabesques littéraires. Composées de nouvelles historiques, anecdotes, descriptions, chroniques et récits divers. P.-C. Lehuby, Paris 1842.
- Des Andelys au Havre : illustrations de Normandie, Illustrationen von Charles Rossigneux, Félix Godefroy und C. Lemercier ; Radierungen von Brugnot. P.-C. Lehuby, Paris 1843 (Online).
- Tableau de la littérature allemande depuis l’établissement du christianisme jusqu’à nos jours. Alfred Mame et Cie, Tours 1843.
- La Normandie historique, pittoresque et monumentale. P.-C. Lehuby, Paris 1845.
- Voyage en France. Alfred Mame et Cie, Tours (Online).
- Éducation maternelle : simples leçons d’une mère à ses enfants. Didier, Paris 1848.
- Poésies complètes. Didier, Paris 1858.
- Tableau de la littérature italienne depuis l’établissement du christianisme jusqu’à nos jours. Alfred Mame et Cie, Tours 1870.

## Mehrsprachige Ausgaben
- Rouget de l’Isle. Dreisprachige Ausgabe: Deutsch-Französisch-Spanisch. Aus dem Französischen von Elena Moreno Sobrino. Calambac Verlag, Saarbrücken 2022. ISBN 978-3-943117-16-5